# RCA Records Nashville
RCA Records Nashville es una compañía discográfica partidaria de la ya conocida RCA Records, formada en 1957 por la misma RCA Records y que hasta en la actualidad se desconoce si sigue activo.

## Algunos artistas de la discográfica
- 3 of Hearts
- Alabama
- Chet Atkins
- Jerry Reed
- Juice Newton
- Kenny Rogers
- Martina McBride
- Miranda Lambert
- Aaron Tippin
- Old Dominion
- Sara Evans
- Shenandoah
- The Oak Ridge Boys
- The Osborn Sisters